# Aprostocetus hagenowii
Aprostocetus hagenowii is een vliesvleugelig insect uit de familie Eulophidae. De wetenschappelijke naam is voor het eerst geldig gepubliceerd in 1852 door Ratzeburg.